# Citriobatus pauciflorus
Citriobatus pauciflorus là một loài thực vật có hoa trong họ Pittosporaceae. Loài này được A.Cunn. ex Benth. mô tả khoa học đầu tiên năm 1863.